# Gala (magazine)
Pour les articles homonymes, voir Gala.
Gala est un magazine français et site d'actualité de presse people. Outre son format traditionnel, ce titre a étendu sa présence sur les plateformes sociales. Il se distingue en particulier sur TikTok, le réseau social chinois, où il compte plus de 10 millions d'abonnés, faisant de lui l'un des médias les plus suivis sur cette plateforme.
L'hebdomadaire est édité depuis novembre 2023 par le Groupe Figaro.

## Historique
Il est créé en 1993, sous l'impulsion d'Axel Ganz, sous forme de mensuel, avec à la une Sophie Marceau, marraine du premier numéro.
Sa diffusion ayant été très rapide, il est devenu la même année hebdomadaire.
Le magazine compte plus de 2,6 millions de lecteurs dont la grande majorité sont des femmes.
En 2007, sa diffusion hebdomadaire est de 347 000 exemplaires, dont 31 000 exemplaires à l'étranger, sous la direction de Marc Fourny, rédacteur en chef de 2001 à 2009.  
Gala a pour cible les lectrices de plus de 35 ans, actives et ayant de bons revenus.
Lorsque Vivendi se lance en 2022 dans l'acquisition du groupe Lagardère, qui comprend l'hebdomadaire rival Paris Match, la Commission européenne demande que Vivendi prenne des engagements pour maintenir une situation de concurrence. Le groupe indique par la suite qu'il va céder le magazine Gala, satisfaisant aux exigences de l'antitrust européen. Le 4 juillet 2023, Vivendi annonce être entré en négociations exclusives avec Le Figaro pour céder le magazine pour un montant d'environ 50 millions d'euros. Cette vente est signée le 21 novembre 2023.

## Principe
Gala est un magazine féminin people « haut de gamme »[réf. nécessaire], avec une partie actualité consacrée aux stars et aux célébrités (Cécilia Attias, Carla Bruni, Emmanuel Macron et Brigitte Macron, Laeticia Hallyday, etc.) et un cahier féminin comprenant de la mode, de la beauté, de la gastronomie et du tourisme.

## Condamnations
- 19 février 2007 : la chambre civile du tribunal de grande instance de Marseille condamne Gala à verser 30 000 € à l'ex-champion du monde de football Zinédine Zidane pour « violation du droit à l'image » et « atteinte à la vie privée ».
- 14 janvier 2008 : le député socialiste Arnaud Montebourg obtient du tribunal de grande instance de Paris la condamnation de Gala à 1 € symbolique.

## Gala Croisette
Durant le Festival de Cannes, depuis l'édition 2010, Gala édite un quotidien bilingue (français et anglais), intitulé Gala Croisette et distribué gratuitement durant l'évènement,. Il est édité en 15 000 exemplaires chaque jour lors de l'édition 2021.